# 圣心圣殿 (南锡)

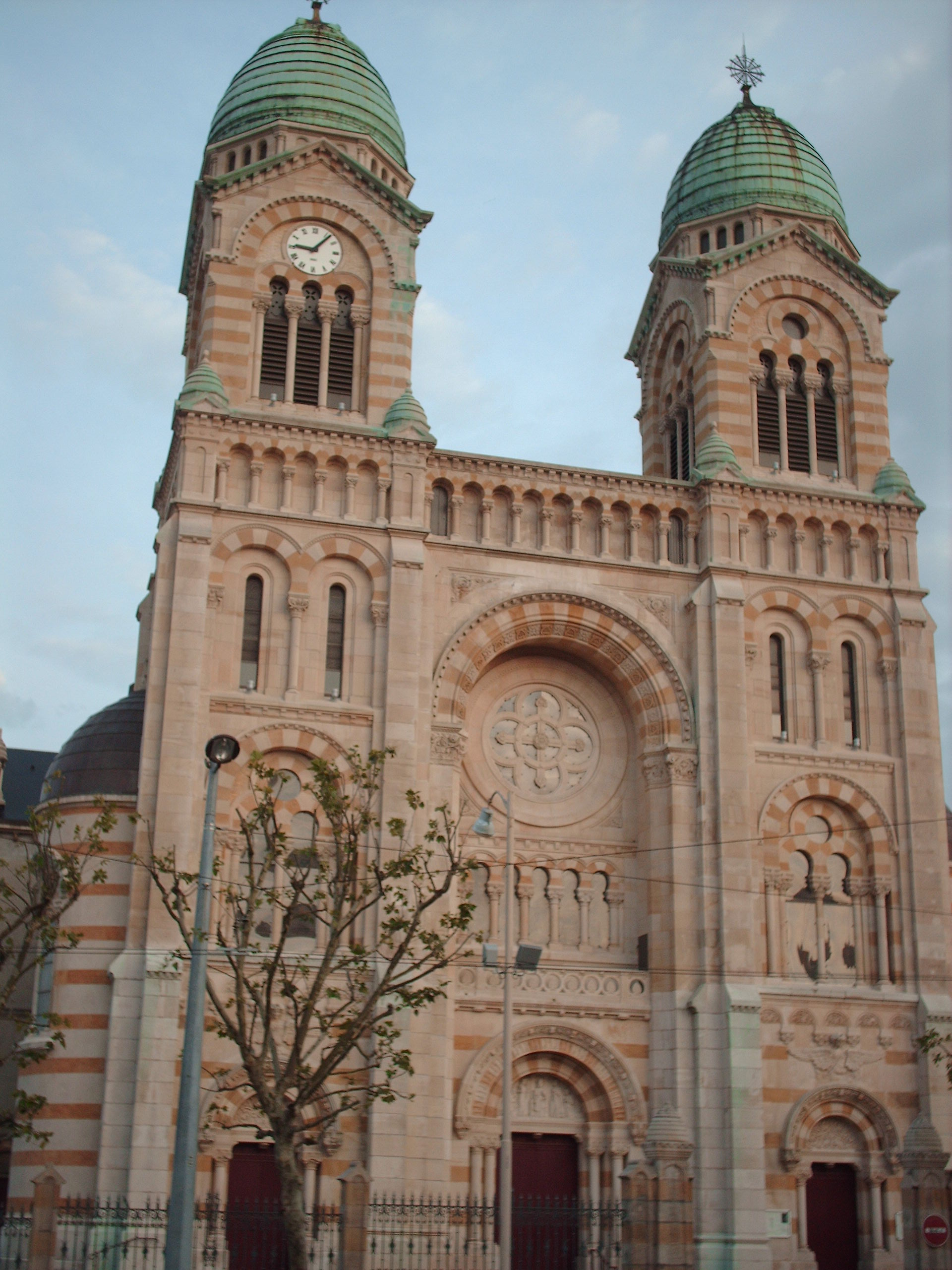

南锡圣心圣殿（Basilique du Sacré-Cœur de Nancy）是一座罗马天主教 宗座圣殿，供奉耶稣圣心，位于法国洛林大区南锡的西部边界，其风格为罗马-拜占庭建筑，灵感来自巴黎圣心圣殿。

## 历史
该建筑由建筑师安东尼·鲁吉厄（Antony Rougieux，1854-1906 年）设计和建造，1902年6月9日奠基，1904年4月23日祝圣，1905年完工。
1905年9月，该堂升格为宗座圣殿。
重近6吨的圣心圣殿的大钟是南锡最大的钟，只在教宗去世或召集选举等特殊事件时敲响。